# Korund
Korund is een mineraal dat chemisch gezien de kristallijne vorm van aluminiumoxide is met als verhoudingsformule α-Al2O3. De naam van het mineraal is ofwel van het woord kurand afgeleid uit het Hindi, of van kuruvinda uit het Sanskriet, dat robijn betekent. Het heeft een trigonaal kristalstelsel en de brekingsindex is 1,76 - 1,78. Het heeft hardheid 9 op de schaal van Mohs, vormen die minder zuiver zijn hebben ongeveer hardheid 8. De massadichtheid is 4 kg/l, voor zuiver korund 4,05 kg/l. Het is niet magnetisch.
Door de hardheid ervan wordt korund vaak als slijpmiddel gebruikt voor bijvoorbeeld slijpschijven of schuurpapier. Zuivere vormen van korund met een kleine toevoeging van andere metaalatomen, die een bepaalde kleur aan de steen geven, zijn de edelstenen saffier en robijn. Saffier is een transparant korund en blauw door ijzersporen. Robijn is een door chroomsporen rood korund. Deze twee worden geslepen in sieraden verwerkt. Robijn wordt ook voor lagers in horloges gebruikt.

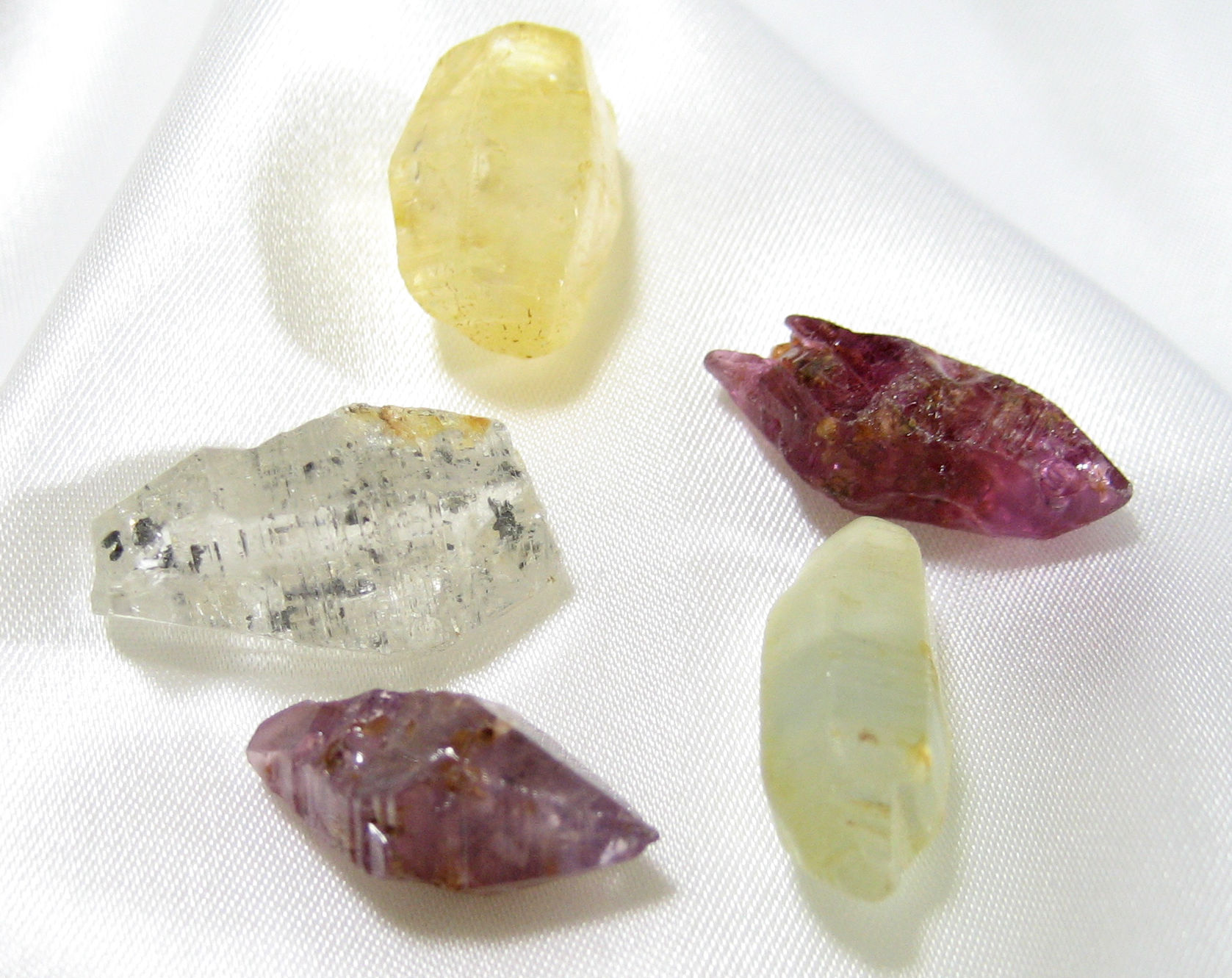
Verschillende kristallen korund